# Ma Qun
Dans ce nom chinois, le nom de famille, Ma, précède le nom personnel.
Ma Qun est un joueur d'échecs chinois né le 9 novembre 1991 à Shandong. Grand maître international depuis 2013, il a terminé deuxième du championnat de Chine d'échecs en 2013 et premier ex æquo du tournoi d'échecs d'Hastings 2013-2014.
Au 1er octobre 2017, il est le onzième joueur chinois et le 134e joueur mondial avec un classement Elo de 2 636 points.
Il a représenté la Chine lors du championnat d'Asie par équipe de 2014, remportant la médaille d'or par équipe et la médaille d'or individuelle au quatrième échiquier (il avait marqué 7 points sur 7).